# Madaba, Channarayapatna
Madaba là một làng thuộc tehsil Channarayapatna, huyện Hassan, bang Karnataka, Ấn Độ.